# Alix Clerginet
Alix Clerginet est une pieuse française qui crée, au XVIIe siècle une Maison de propagation de la foi à Metz, dont le but est de convertir les jeunes filles protestantes et juives à la religion catholique. Elle bénéficie du soutien de la Compagnie du Saint-Sacrement, de Louis XIV, de la reine Anne d'Autriche et de Jacques-Bénigne Bossuet.

## Biographie
Alix Clerginet, décrite par L. Finot comme une humble et pauvre fille,  reçoit chez elle de nouvelles catholiques dès 1640,. Dans ses Études sur la vie de Bossuet, Amable Floquet indique qu'elle accueille et assiste « les jeunes filles juives qui venaient se jeter dans ses bras pour abjurer le judaïsme ». Les jeunes filles sont éduquées de façon à pouvoir se « suffire elles-mêmes dans la suite ». Des jeunes filles calvinistes y sont reçues également,. Ce sont les débuts de la Maison de la Propagation de la foi de Metz.

### Les Maisons de la propagation de la foi
Les Maisons de la propagation de la foi sont établies pour élever les enfants des protestants dans la religion catholique« et les mettre, par un internement obligatoire et prolongé, à l'abri des influences adverses. ». Elles ne sont pas fondées ou encadrées par la législation mais résultent d'un édit de janvier 1686 qui ordonne le placement des enfants de familles de la « religion prétendûment réformée » et leur éducation dans la religion catholique, avec le financement de leurs parents. Les Maisons de propagation de la foi sont créées à des époques différentes et sont indépendantes les unes des autres,.

### La Maison de Metz
L'entreprise d'Alix Clerginet soulève une tempête de protestations. Des parents luthériens, réformés, juifs, affirment que leurs enfants sont séquestrés dans cet asile après y avoir été frauduleusement «alliciés».
Mais Alix Clerginet bénéficie d'une bonne réputation et de nombreux soutiens, comme celui du gouverneur de Metz, le maréchal Charles de Schomberg. Il fait partie de la Compagnie du Saint sacrement qui fait don à Alix Clerginet en 1656 d'une maison située à Metz, rue Taison,. Dans un acte du 16 mai 1645, Henri de Bourbon, évêque de Metz loue les efforts qu'elle déploie, depuis plusieurs années et les résultats de son zèle charitable. Louis XIV, par une lettre du 8 juin 1848 au lieutenant de roi de Lort de Serignan, déclare prendre Alix Clerginet sous sa protection et enjoint à ce commandant de l'assister en toutes rencontres,. Un grand nombre d'attestations provenant de la magistrature, de la noblesse, du clergé, témoignent des services rendus au pays et de la sympathie qu'ils lui ont valu.
Si l'évêque d'Auguste, suffragant de l'église de Metz affirme que « Dieu s'[est] servi d'Alix Clerginet pour la conversion de plusieurs filles juives » , selon Anne-Elisabeth Spica cependant, les conversions effectuées depuis le judaïsme ne furent que très peu nombreuses.
Les lettres patentes du 12 janvier 1656, obtenues par le maréchal de Schomberg, autorisent Alix Clerginet à établir à Metz une communauté de douze religieuses  « dans laquelle on pourrait recevoir les femmes ou les filles faisant profession de la religion prétendument réformée »et donnent une existence juridique à la Maison de la propagation de la foi,,. 
Alix Clerginet se retire alors et Renée Desbordes, cofondatrice de l'Union chrétienne, envoyée par le séminaire de Charonne, lui succède. 
La Maison de la propagation de la foi devient le Séminaire des filles de la propagation de la foi. L'abbé Jacques Begigne Bossuet en est le premier supérieur, directeur spirituel et temporel, et en rédige le règlement en 1658. Ce règlement stipule, entre autres, que les nouvelles chrétiennes et les religieuses feront tous les jours, matin et soir des prières particulières pour la conversion des juifs. La maison de la propagation de la foi est ensuite transférée à l'Union chrétienne,.
L’institution semble toujours faire preuve d'excès de zèle et des plaintes de parents mécontents de l'enlèvement de leurs enfants se poursuivent. Dès le 17 août 1657, Louis XIV informe le baron de Moussy La Contour, l'ancien compagnon d'armes de Schomberg, qu'il a ordonné de laisser les enfants des protestants choisir la religion qui leur convenait et défendu « de contraindre par force les personnes de changer de religion ». Par la suite, il est devenu interdit de recevoir des filles de moins de douze ans et des garçons de moins de quatorze ans,.
Si l'évêque d'Auguste, suffragant de l'église de Metz affirme que « Dieu s'[est] servi d'Alix Clerginet pour la conversion de plusieurs filles juives » , selon Anne-Elisabeth Spica cependant, les conversions effectuées depuis le judaïsme ne furent que très peu nombreuses.
En 1656/1657, la communauté doit s'agrandir et acquiert un terrain rue Taison à Metz, pour y construire des bâtiments spacieux grâce aux dons reçus et aux libéralités de la reine Anne d'Autriche,. C'est la reine mère qui pose la première pierre de l'autel dans la chapelle, lors de la visite royale en septembre 1657
Le séminaire subsiste jusqu'en 1792, il devient propriété de la ville en vertu du décret du 9 avril 1811, qui abandonne gratuitement aux communes les bâtiments servant à l'instruction publique. 
À l'emplacement de la Maison de propagation de la foi, rue Taison, se trouve désormais l'école des sœurs de Sainte Chrétienne